# Qarasor Köli (saltsjö i Kazakstan, Pavlodar, lat 51,08, long 77,51)
Qarasor Köli är en saltsjö i Kazakstan.   Den ligger i oblystet Pavlodar, i den östra delen av landet, 400 km öster om huvudstaden Astana. Arean är 31 kvadratkilometer.